# Dojutrovica
Dojutrovica is een plaats in de gemeente Ozalj in de Kroatische provincie Karlovac. De plaats telt 37 inwoners (2001).